# Faroa involucrata
Faroa involucrata är en gentianaväxtart som först beskrevs av Johann Friedrich Klotzsch och som fick sitt nu gällande namn av Emil Friedrich Knoblauch.
Faroa involucrata ingår i släktet Faroa och familjen gentianaväxter. Inga underarter finns listade i Catalogue of Life.